# Katelyn Nacon
Katelyn Nacon   (Atlanta, 11 de juny de 1999) és una actriu estatunidenca. És coneguda pels seus papers com Elisia Brown a la sèrie web go90 Tagged (2016-2018) i com Enid a The Walking Dead (2015-2019).

## Biografia
Nacon va començar la seva carrera actoral amb un paper a la pel·lícula Loving Generously. La seva primera aparició a la televisió va ser a Resurrection. Va aparèixer a Too Many Cooks, un episodi que es va fer viral a YouTube. Retrata a Elisia a T@gged. El seu paper més destacat és Enid a The Walking Dead, on va ser un personatge principal a la temporada 8 i temporada 9.
El 2015, Nacon va llançar el seu primer EP Love al maig.

## Filmografia

### Cinema
| Any  | Títol                 | Paper |
| ---- | --------------------- | ----- |
| 2013 | Psychology of Secrets | Patti |
| 2013 | Second Chances        | Cami  |
| 2014 | Another Assembly      | Mya   |

### Televisió
| Any       | Títol              | Paper        | Note          |
| --------- | ------------------ | ------------ | ------------- |
| 2014      | Resurrection       | Girl         | episodi: 1x04 |
| 2015–2019 | The Walking Dead   | Enid         | 34 episodis   |
| 2016–2018 | T@gged             | Elisia Brown | 23 episodis   |
| 2019      | Light as a Feather | Sammi Karras | 12 episodis   |